# Kathryn Stockett
Kathryn Stockett (Jackson (Mississippi), 1969) is een Amerikaans schrijfster. Haar eerste boek, 'Een keukenmeidenroman' ('The Help'), een boek over Afro-Amerikaanse huismeisjes in de jaren zestig, kwam in 2009 uit.
Het boek werd in Amerika nog onverwacht een bestseller en in juni 2010 waren er ruim twee miljoen exemplaren van verkocht. De Nederlandse vertaling werd in januari 2010 uitgebracht door Uitgeverij Mistral.
Stockett is momenteel  haar tweede roman aan het schrijven, die zich hoogstwaarschijnlijk zal afspelen ten tijde van de Grote Depressie.